# Carcanogewehr
Als Carcanogewehr wird eine Serie von Gewehren bezeichnet, die bei den Streitkräften Italiens im Einsatz waren.

## Geschichte
Das Carcano-Gewehr wurde in der zweiten Hälfte des 19. Jahrhunderts entwickelt und als Fucile Carcano Mod. 91 beim italienischen Heer als Nachfolger des Vetterligewehrs 1870 und 1870/87 eingeführt. Obwohl bereits vor dem Ersten Weltkrieg veraltet, wurde es modifiziert und weiterentwickelt. Ein Kritikpunkt war die Munition im Kaliber 6,5 × 52 mm Carcano. Sie erwies sich als zu schwach, zudem unterblieb die Umstellung der überkommenen Rundkopfgeschosse auf ballistisch günstigere Spitzgeschosse. Beides führte dazu, dass Wirksamkeit und Präzision der Waffe den Anforderungen nicht entsprach. Im Jahr 1938 wurde die Umstellung auf das leistungsstärkere Modell 38 im Kaliber 7,35 × 51 mm begonnen; die Fertigungskapazitäten reichten jedoch nicht aus, um die Umstellung zu Ende zu führen. Ab 1940/41 wurde die Produktion daher wieder auf das alte Standardkaliber 6,5 × 52 mm zurückgeführt. Da nur wenige der existierenden 7,35-mm-Waffen auf das alte Kaliber umgebaut wurden (die meisten von ihnen wurden eingelagert), führte dies zu einem Mangel an Gewehren bei der italienischen Armee. In den USA galt das Carcano-Gewehr als vergleichsweise minderwertig.
Bei der Wehrmacht wurden etliche Varianten des Carcano-Gewehrs offiziell verzeichnet und auch als Beutewaffe genutzt. Eine Übersicht dazu findet sich in der Liste von Mehrladerbüchsen gemäß den Kennblättern fremden Geräts D 50/1. Experimentell wurden 1944/1945 von der deutschen Wehrmacht eine geringe Stückzahl von Carcanos auf die deutsche Gewehrpatrone 7,92 × 57 mm umgerüstet. Die Mehrzahl der Waffen in diesem Kaliber sind jedoch italienische Nachkriegsfertigungen für den Nahen Osten.

## Varianten

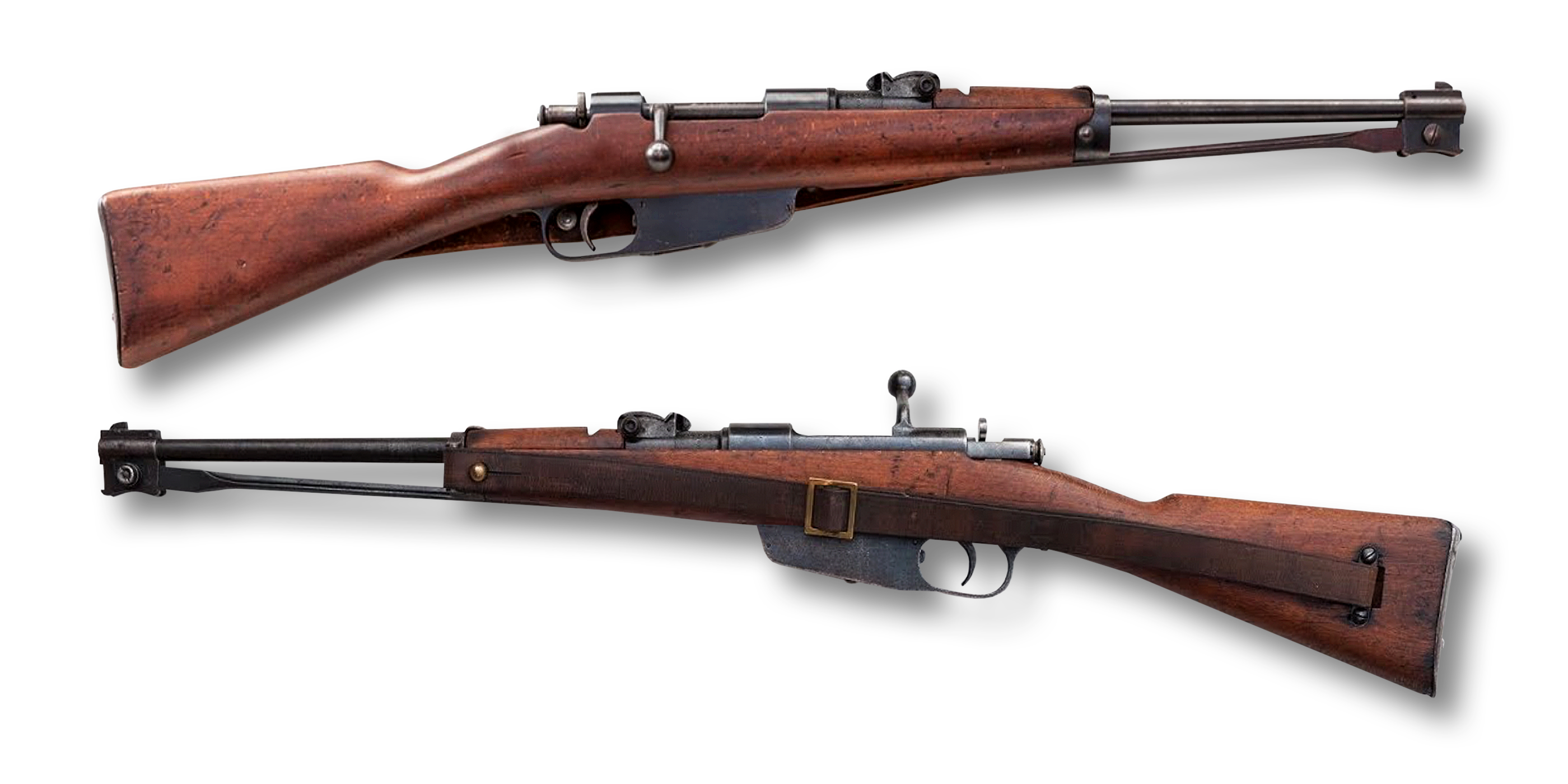
Karabiner Carcano Moschetto Mod. 91 TS

Im Wesentlichen gab es drei Varianten, von denen es im Laufe der Zeit noch verschiedene Untertypen gab:
- Infanteriegewehr: Fucile Mod. 91 und Mod. 91/41
- Kurzgewehr: Fucile Mod. 1938 und Mod. 91/38
- Karabiner: Moschetto Mod. 91 per Cavalleria (Cav.) und Moschetto Mod. 91 per Truppe Speciali (T.S.)